# Biała Piska (plaats)
Biała Piska (Duits: Bialla; 1938-1945: Gehlenburg) is een stad in het Poolse woiwodschap Ermland-Mazurië, gelegen in de powiat Piski. De oppervlakte bedraagt 3,24 km², het inwonertal 4036 (2005).

## Verkeer en vervoer
- Station Biała Piska